# Dickie Valentine
Dickie Valentine, geboren als Richard Bryce (Londen, 4 november 1929 - Wales, 6 mei 1971) was een populaire Britse zanger uit de jaren 1950.

## Jeugd en carrière
Valentine had onder zijn geboortenaam reeds als kind meegespeeld in meerdere films. Hij leed aan een chronische astma, doch hij trainde zijn stem zover, dat hij zelfs vele bekende zangers van zijn tijd kon imiteren. Aan het begin van de jaren 1950 zong hij in de Ted Heath Band. In 1953 kon hij het eerste hitsucces onder zijn eigen naam vieren, met een versie van de nummer 1-hit Broken Wings van The Stargazers. In 1954 verliet hij de Ted Heath Band en wijdde zich geheel aan een solocarrière. In zijn podiumshow imiteerde hij onder andere Mario Lanza en Johnnie Ray.
Aan het eind van 1954 trouwde hij met zijn vriendin Elizabeth Flynn en velen hielden er rekening mee, dat zijn (overwegend vrouwelijke) fans hem in de steek zouden laten en dat zijn carrière in een neerwaartse spiraal zou terechtkomen. Echter 1955 werd het jaar, waarin Valentine zijn grootste successen zou boeken. In januari steeg The Finger of Suspicion (met Stargazers) naar de nummer 1-positie. Na twee verdere top 10-hits lukte het Valentine in december om drie weken lang Rock Around The Clock van Bill Haley uit de top te verdringen met het kerstnummer Christmas Alphabet. Het was, naast White Christmas, een van de eerste grote kersthits in de Britse hitlijst.
Vanaf 1956 had hij de eigen tv-reeks The Dickie Valentine Show, waarin Peter Sellers zijn sketchpartner was. Zowel met Christmas Island (1956) en Snowbound for Christmas (1957) lukte het hem opnieuw, in december een kerstsingle in de Britse hitparade te plaatsen. Door de lezers van het muziektijdschrift New Musical Express werd hij van 1952 tot 1957 zes jaar achter elkaar gekozen tot beste Britse zanger. In 1957 huurde hij voor het jaarlijkse treffen van zijn fanclub de Royal Albert Hall.
Zijn laatste hit had hij met One More Sunrise (1959), een Engelstalige versie van de Duitse wereldhit Morgen van Ivo Robić. In de jaren 1960 werd het rustiger rondom Dickie Valentine. Hij publiceerde platen, echter met matig succes. Hij bleef echter een geliefde podiumartiest, totdat hij in 1971 bij een auto-ongeluk om het leven kwam.

## Overlijden
Dickie Valentine overleed in mei 1971 op 41-jarige leeftijd.

## Discografie

### Singles
- 1953: Broken Wings
- 1953: All the Time and Everywhere
- 1953: In a Golden Coach (There's a Heart of Gold)
- 1954: Endless
- 1954: Mr. Sandman
- 1954: The Finger of Suspicion (met The Stargazers)
- 1955: A Blossom Fell
- 1955: I Wonder
- 1955: Christmas Alphabet
- 1955: Old Pi-Anna Rag
- 1956: Christmas Island
- 1957: Snowbound for Christmas
- 1959: Venus
- 1959: One More Sunrise (Morgen)